# Boukoytchani
Boukoytchani (en macédonien Букојчани ; en albanais Bukojçani) est un village de l'ouest de la Macédoine du Nord, situé dans la municipalité de Kitchevo. Le village comptait 97 habitants en 2002.

## Démographie
Lors du recensement de 2002, le village comptait :
- Albanais : 74
- Macédoniens : 23